# 21522 Entwisle
21522 Entwisle è un asteroide della fascia principale. Scoperto nel 1998, presenta un'orbita caratterizzata da un semiasse maggiore pari a 2,5747348 UA e da un'eccentricità di 0,1621081, inclinata di 7,76139° rispetto all'eclittica.